# Янтик
Янти́к (крим. Yantıq, також Йиланчи́к, Їланчи́к, крим. Yılançıq) — маловодна річка (балка) на південно-східному березі Криму, на території міської ради Феодосії, Феодосійський район. Довжина водотоку 10,0 кілометрів, площа водозбірного басейну — 50,0 км². На карті Петра Кеппена 1836 року річка підписана, як Ііланчик.
Водотік починається на північному схилі гори Саритлик (висотою 445 м), у верхній течії проходить по Імаретській долині, вкритій дубовим і грабовим лісом. Уздовж річки проходить Стежка Гріна. Приблизно в середній течії Янтик впадає з лівого берега в обширну Армутлукську долину, по якій вода тече до самого гирла. Східним служить вододілом хребет Узун-Сирт. Згідно з довідником «Поверхневі водні об'єкти Криму» біля річки 9 безіменних приток довжиною менше 5 кілометрів. Янтик впадає в Коктебельську затоку Чорного моря на північний схід від селища Коктебель, водоохоронна зона річки встановлена в 50 м.
Один із ставків на річці носить назву «Хрущовський фонтан», на ім'я власника маєтку поміщика Іполита Хрущова, на землях якого перебувало джерело («фонтан»), що також використовувався для заповнення водойми.